# NGC 2492
NGC 2492 је елиптична галаксија у сазвежђу Близанци која се налази на NGC листи објеката дубоког неба.
Деклинација објекта је + 27° 1' 35" а ректасцензија 7h 59m 29,7s. Привидна величина (магнитуда) објекта NGC 2492 износи 12,8 а фотографска магнитуда 13,8. NGC 2492 је још познат и под ознакама UGC 4138, MCG 5-19-28, CGCG 148-80, PGC 22397.